# Balanivka
Balanivka (în ucraineană Баланівка) este o comună în raionul Berșad, regiunea Vinnița, Ucraina, formată numai din satul de reședință.

## Demografie
Componența lingvistică a satului Balanivka
     Ucraineană (98,78%)
     Rusă (1,05%)
     Alte limbi (0,14%)
Conform recensământului din 2001, majoritatea populației satului Balanivka era vorbitoare de ucraineană (98,78%), existând în minoritate și vorbitori de rusă (1,05%).